# Čongčing
Čongčing (pinjin: Chongqing; Sečuanska izgovorjava: [tsʰoŋ˨˩tɕʰin˨˩˦], izgovorjava v standardni mandarinščini: [ʈʂʰʊ̌ŋ.tɕʰîŋ] ()), prej romanizirana kot Čungking (pinjin: Chungking), je občina na jugozahodu Kitajske.
Upravno je ena od štirih občin pod neposredno upravo centralne vlade Ljudske republike Kitajske (ostale tri so Peking, Šanghaj in Tjandžin) in edina taka občina, ki je globoko v notranjosti Kitajske. Ker vlada občine Čongčing neposredno upravlja mesto Čongčing in sosednje podeželske okraje ter druga mesta, ki niso povezana z mestom Čongčing, lahko občina Čongčing tehnično trdi, da je največje mesto na svetu, čeprav je to posledica klasifikacijske tehničnosti in ne zato, ker gre dejansko za največje urbano območje na svetu, naslov, ki pripada območju Večjega zaliva Guangdong-Hongkong-Makav.
V času uprave Republike Kitajske (ROC) je bil Čongčing občina v provinci Sečuan. Kot eno od svetovnih protifašističnih poveljniških središč je med drugo kitajsko-japonsko vojno (1937–1945) služil kot vojna prestolnica. Sedanja občina je bila ločena od province Sečuan 14. marca 1997, da bi pomagala pri razvoju osrednjega in zahodnega dela Kitajske. Upravna občina Čongčing ima več kot 30 milijonov prebivalcev. Mesto Čongčing, ki obsega 9 mestnih in primestnih okrožij ima 8.750.000 prebivalcev (podatki za leto 2018). Po popisu prebivalstva leta 2010 je Čongčing najbolj naseljena kitajska občina in tudi največja občina na Kitajskem pod neposredno upravo, ki vsebuje 26 okrožij, osem okrajev in štiri avtonomne okraje. Uradno okrajšavo mesta, Yú (渝), je državni svet Ljudske republike Kitajske potrdil 18. aprila 1997. Ta okrajšava izhaja iz starega imena dela reke Džjaling, ki teče skozi Čongčing in se izliva v reko Jangce.
Čongčing ima pomembno zgodovino kot tudi kulturo. Kot eno izmed osrednjih kitajskih mest služi kot finančno središče Rdeče kotline in Jangceja v zgornjem toku. Je glavno proizvodno in transportno središče; poročilo časopisa Economist Intelligence Unit iz julija 2012 ga opisuje kot enega od 13 »nastajajočih megalopolisov na Kitajskem«. Čongčing je uvrščen med Beta globalna mesta. Čongčing je tudi eno izmed 100 najboljših znanstvenih mest na svetu glede na število znanstvenih raziskav, kar zabeležuje Nature Index v skladu z Nature Index 2020 Science Cities in dom številnih pomembnih univerz, vključno z univerzo Čongčing in Jugozahodno univerzo.